# Mario Volpe (Maler)

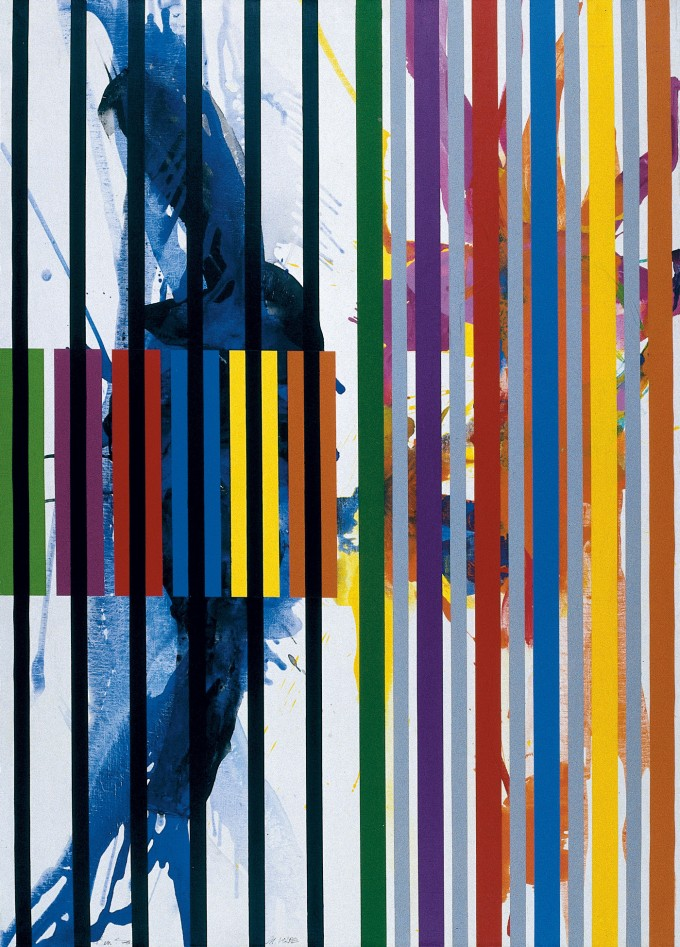
Rideup, 1976, Bern

Mario Aldo Volpe (* 19. Oktober 1936 in Barranquilla, Kolumbien; † 21. August 2013 in Bern, Schweiz) war ein kolumbianischer Maler. Sein 50-jähriges künstlerisches Schaffen umfasst um die 3000 abstrakte Werke auf Papier, Karton und Leinwand, hauptsächlich Acryl-, Tinten-, Emaille- und Ölmalereien sowie Wachspastell-, Bleistift- und Farbstiftzeichnungen. Seine Bilder sind geprägt von geometrisch linearen Elementen, organischen Formen, lebendigen Farben und ausgeprägtem Einsatz von Schwarz. Zu Volpes bedeutendsten Einflüssen gehören die New Yorker Malerei der 50er und 60er Jahre, sein Studium der Architektur, und seine Wurzeln in der kolumbianischen Karibik. Sein Nachlass wird von der ART-Nachlassstiftung in Bern betreut.

## Leben
Mario Volpe wurde 1936 in Barranquilla, Kolumbien, als Sohn italienischer Immigranten geboren. Als 12-Jähriger reiste er zum ersten Mal nach New York und Italien. Nach Abschluss der Schuljahre in Barranquilla zog er mit 19 Jahren in die Vereinigten Staaten, um an der Wilbraham Academy (jetzt Wilbraham and Monson Academy) in Massachusetts Englisch zu lernen und sich für die Universität vorzubereiten.
Als 20-Jähriger machte Volpe seine erste direkte Begegnung mit zeitgenössischer Kunst, an der Biennale in Venedig. Ein Jahr später trat er am Carnegie Institute of Technology (jetzt Carnegie Mellon School of Architecture) in Pittsburgh sein Architekturstudium an, das er 1961 abschloss. Ein Stipendium des Carnegie Institute erlaubte ihm, einen Sommer in Frankreich an der American Academy in Fontainebleau zu verbringen, wo er mit abstrakten Zeichnungen zu experimentieren begann und sich mit Malern und Bildhauern befreundete.
Volpe wurde an der Harvard University Graduate School of Design aufgenommen und absolvierte dort ein Jahr des Masters-Studiums in Architektur. 1962 entschloss er sich, Harvard zu verlassen, um sich ganz der Kunst zu widmen. Er trat der Art Students League of New York bei, wo er ein zweijähriges Kunststudium absolvierte.
Ein Reisestipendium der Art Students League führte ihn 1964 auf eine Studienreise durch Europa (London, Kopenhagen, Stockholm, Helsinki, Sankt Petersburg, Amsterdam, Brüssel, Paris, Madrid und Sevilla). Nach einem Jahr in Rom, wo er seine Frau Brigit Scherz kennenlernte, zog Volpe zurück in die Vereinigten Staaten, um eine Stelle als Assistenzprofessor für Kunst an der University of Minnesota in Minneapolis aufzunehmen.
Nach fünf Jahren des Unterrichtens in Minneapolis zog Volpe 1970 zurück nach Europa. Er verbrachte ein Jahr in Turin und zog 1972 nach Bern, wo er 1973 Brigit Scherz heiratete. Ihre zwei Kinder, Martina und Philippe, wurden 1974 und 1975 geboren. Volpe lebte und arbeitete in Bern bis zu seinem Tod im Alter von 76 Jahren.

## Werke
- 1956–1961: Architekturzeichnungen
- 1961: Erste Tintenmalereien auf Papier
- 1962–1969: Abstrakt-expressionistische Ölmalereien auf Leinwand, Karton und Papier
- 1967–1980: „Hard-edge“ Malereien, mit geometrischem Schwergewicht
- 1972–1974: Farbstiftzeichnungen
- 1979–1980: Vertikale Zeichnungen
- 1980–1981: Poster
- 1981–1993: Acrylmalerien auf Leinwand, Karton und Papier
- 1993–1998: „T-Bilder“ (Kombinationen horizontaler und vertikaler Formate)
- 1996–2002: „Triptychen“ (dreiteilige Bilder)
- 2002–2008: Lineare ornamentale Werke
- 2009–2013: Letzte Werke

## Einzelausstellungen (Auswahl)
- 1966: Art Students League of New York, USA
- 1968: University Gallery Minneapolis, Minnesota, USA; Minnetonka Art Center, Orono, Minnesota, USA; Morningside College, Sioux City, Iowa, USA
- 1969: Rochester Art Center, Rochester, Minnesota, USA
- 1970: Hamline University, St. Paul, Minnesota, USA; North Hennepin Jr. College, Minneapolis, Minnesota, USA
- 1974: Galerie Bettina Katzenstein, Zürich, Schweiz
- 1977: Galerie Art Shop, Basel, Schweiz
- 1979: Berner Galerie, Bern, Schweiz
- 1980: Loeb Galerie, Bern, Schweiz
- 1981: Galerie Centrale, Hermance, Schweiz
- 1982: Galerie Van Loo, Brüssel; Galerie 42, Antwerpen, Belgien; Galleria Napoletana delle Arti, Neapel, Italien; Musée cantonal des beaux-arts de Lausanne
- 1983: Galeria Amics, Alicante, Spanien; Knoll International, Neapel, Italien; Centrum Galerie, Basel, Schweiz
- 1984: Galleria Paesi Nuovi, Rom, Italien
- 1985: Hannah Feldmann Galerie, Bern, Schweiz
- 1986: Centrum Galerie, Basel, Schweiz; Salόn Cultural de Avianca, Barranquilla, Kolumbien
- 1987: Galerie DeI Mese-Fischer, Meisterschwanden, Schweiz; Museo de Arte Moderno, Cartagena, Kolumbien
- 1988: Galerie Susanne Kulli, Bern, Schweiz
- 1989: Salon Parterre, Bern, Schweiz
- 1991: Galeria Elida Lara, Barranquilla, Kolumbien; Galerie Susanne Kulli, Bern, Schweiz
- 1994: Galerie Susanne Kulli, Bern, Schweiz
- 1996: Galerie Susanne Kulli, Bern, Schweiz
- 1998: Galeria de la Aduana, Barranquilla, Kolumbien
- 1999: ATAG, Ernst and Young, Bern, Schweiz
- 2003: Universidad deI Norte, Barranquilla, Kolumbien; Kunstreich AG, Bern, Schweiz
- 2004: Galerie Wandelbar, Gstaad, Schweiz
- 2009: Johannes-Kirche, Bern, Schweiz
- 2016–17: Zetcom AG, Bern, Schweiz
- 2018: Galerie Reflector,[2] Bern, Schweiz
- 2020: Galerie Il Rivellino,[3] Locarno, Schweiz
- 2022: Galerie Reflector,[4] Bern, Schweiz

Zudem nahm Volpe an ca. 60 Gruppenausstellungen teil, unter anderem an der Art Students League in New York, Art Expo in New York, Art Basel, Expo 2000 in Hanover und an verschiedenen Ausstellungen in der Schweiz und Kolumbien.